# Shell Arnold Team
Shell Arnold Team (Écurie Arnold ou Shell Meubles Arnold) est une équipe française de sport automobile qui a participé au championnat d'Europe de Formule 2 de 1971 à 1973 et à deux courses de Formule 1 en 1971.

## Histoire
Le fondateur de l'équipe de course est l'entrepreneur Marcel Arnold, qui dirigeait une entreprise de fabrication de meubles à Phalsbourg en Lorraine. En collaboration avec la filiale française de la société pétrolière Shell, il soutient plusieurs pilotes de course nationaux dans des catégories de sport automobile plus petites depuis le milieu des années 1960. 
En 1969, du sponsoring, il passe à la création d'une équipe indépendante et achète un transporteur et deux voitures de course. La même année, il permet à Jean-Pierre Jaussaud de participer au Championnat de France de Formule 3 avec une Tecno. Marcel Arnold a également soutenu José Dolhem, Jean-Pierre Beltoise et Jean-Pierre Jarier. Fin 1970, Arnold abandonne une grande partie de son matériel mais continue à financer les engagements sportifs de Dolhem, Jaussaud et Jarier jusqu'en 1973.

## Historique sportif

### Formule 2

#### 1971

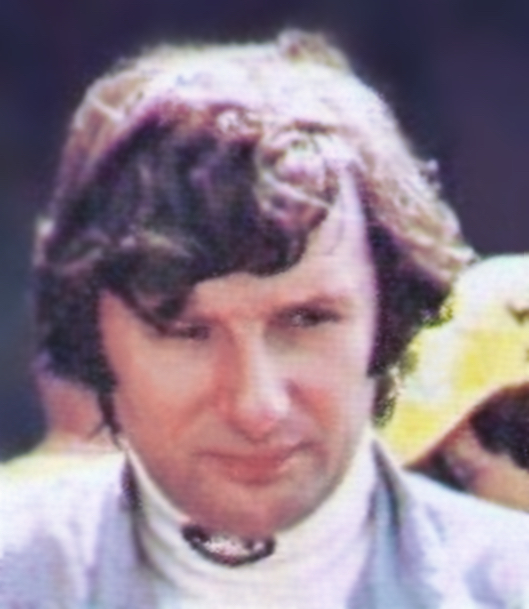
Jean-Pierre Jarier.

L'écurie Arnold s'inscrit pour la première fois pour une course de Formule 2 en 1969 avec une Tecno 68 pour Jean-Pierre Jarier lors du Grand Prix de Pau, mais n'a finalement pas concouru. Il n'y a pas eu d'autres apparitions de l'équipe en 1969 et en 1970 ; ce n'est qu'au championnat d'Europe de Formule 2 1971 que l'équipe de course Shell Meubles Arnold participe régulièrement à des courses. 
L'équipe loue deux châssis March 712 propulsés par des moteurs Cosworth FVA préparés par Hart Racing Engines. Les pilotes sont Jean-Pierre Jarier et Jean-Pierre Jaussaud. L'équipe obtient six résultats significatifs au cours de la saison, le meilleur étant la troisième place de Jaussaud au Grand Prix de Pau, hors-championnat. Au Trophée du Grand Londres, sur le circuit de Crystal Palace, Jaussaud se classe à la quatrième place. Jarier termine huitième du championnat des pilotes avec dix points et Jaussaud neuvième avec neuf points.

#### 1972
À partir de la quatrième course de la saison 1972, l'équipe réapparaît en championnat de Formule 2 avec, désormais, une March 722 propulsée par un moteur Ford BDE. Jean-Pierre Beltoise, pilote régulier de l'écurie BRM de Formule 1 cette saison là, est engagé à Pau où il abandonne tôt dans la course, après un accident. Les Grand Prix restants sont principalement disputées par José Dolhem, qui termine quatre fois en dix départs, obtenant comme meilleur résultat une huitième place au Grand Prix de Rouen-les-Essarts. Une semaine plus tard, lors de la Lotteria di Monza, hors-championnat, sur l'Autodromo nazionale di Monza, Jean-Pierre Jarier pilote termine troisième derrière Graham Hill et Silvio Moser. Dolhem termine 27e du championnat avec seulement deux points inscrits.

#### 1973

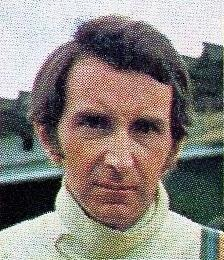
John Watson, dernier pilote à courir pour le Shell Arnold Team.

En 1973, le Team Arnold fusionne avec le constructeur français de voitures de course Pygmée, basé à Annecy, qui produit des monoplaces de Formule 3 et de Formule 2 depuis 1965, pilotées principalement par Patrick Dal Bo, le fils du propriétaire Marius Dal Bo. 
Pour la saison 1973, Pygmée construit une monoplace de Formule 2, la MDB18, propulsée par un moteur Ford BDA. Arnold engage deux MDB18 sur sept courses du championnat d'Europe de Formule 2 1973 pour les pilotes Patrick Dal Bo et François Migault, sans succès. ; seul François Migault rallie l'arrivée sur le circuit normand de Rouen-les-Essarts, les pilotes ne réussissant pas à se qualifier ou abandonnant lors des autres départs les courses prématurément. Ce sont les derniers engagements de chassis Pygmée en Formule 2.
Lors de la onzième manche du championnat, au Grand Prix Mantorp à Mantorp Park, en Suède, Meubles Arnold Team engage une Chevron B25 pour le nord-irlandais John Watson qui a disputé sa première course de Formule 1, pour Brabham, deux semaines plus tôt. Il termine troisième derrière Jean-Pierre Jarier, qui pilotait une March 722 d'usine, et Jochen Mass sur une Surtees. Le Grand Prix de Mantorp reste la seule course de Watson en Formule 2 en 1973. Avec ces quatre points, il se classe vingtième du championnat, les autres pilotes de l'équipe Arnold n'étant pas classés. Après cette course, Arnold met fin à sa participation en sport automobile.

### Formule 1
En 1971, le Shell Arnold Team participe à deux courses de Formule 1 avec Jean-Pierre Jarier qui loue la March 701 (châssis 701/9 qu'Hubert Hahne a déjà engagé, sans succès, pour un Grand Prix de Formule 1 l'année précédente) avec l'aide de Marcel Arnold.
Jarier et la March 701/9 apparaissent pour la première fois fin août 1971 lors de l'International Gold Cup, course hors-championnat disputée à Oulton Park au Royaume-Uni ; c'est la première course de Formule 1 de Jean-Pierre Jarier. Certaines sources indiquent que le contrat d'engagement a été rédigé sous le nom Goodwin Racing Services, et d'autres Hubert Hahne,. Jarier ne reçoit aucune aide technique de la part de March pour cette course. En qualifications, avec une voiture mal préparée, il réalise un temps de 2 minutes 14 secondes au tour, à 48 secondes de Peter Gethin, qui réalise la pole position avec une BRM P160 d'usine. Parti dernier, Jarier termine les deux manches mais ne boucle que 16 puis 18 des 20 tours.
Lors du Grand Prix d'Italie, deux semaines plus tard, à Monza, Jarier fait ses débuts en championnat du monde de Formule 1 avec la 701/9 engagée par le Shell Arnold Team qui conserve les autocollants du Hubert Hahne Racing. Jarier se qualifie dernier avec 5 s 7 de retard sur la pole position de Chris Amon au volant de la Matra MS120B. Jarier boucle 47 des 55 tours et termine non-classé, au douzième rang.

## Résultats en championnat du monde de Formule 1
| Saison | Écurie            | Châssis   | Moteur                   | Pneus    | Pilote             | Grand Prix disputé | Points inscrits | Classement |
| ------ | ----------------- | --------- | ------------------------ | -------- | ------------------ | ------------------ | --------------- | ---------- |
| 1971   | Shell Arnold Team | March 701 | Ford-Cosworth DFV 3.0 V8 | Goodyear | Jean-Pierre Jarier | Italie             | 0               | NC         |